# Bunda (singolo)
Bunda è un singolo della cantante argentina Emilia e della cantante brasiliana Luísa Sonza, pubblicato il 20 febbraio 2025 come primo estratto dal primo EP di Emilia Perfectas.

## Promozione
Le due artiste hanno esibito il brano per la prima volta dal vivo il 23 febbraio 2025 al bloco Modo Surto di San Paolo. L'hanno anche presentato al Big Brother Brasil.

## Video musicale
Il video, diretto da Gigs, è stato girato a Rio de Janeiro nel gennaio 2025 ed è stato reso disponibile in concomitanza con l'uscita attraverso il canale YouTube di Emilia.

## Tracce
Testi e musiche di María Emilia Mernes, Luísa Sonza, Carolina Marcilio, Enzo Ezequiel Sauthier, Francisco Zecca e Pedro Henrique Breder Rodrigues.
1. Bunda – 3:43

## Formazione
- Emilia – voce
- Luísa Sonza – voce
- Zecca – produzione, mastering, missaggio, registrazione
- Luciano Scalercio – missaggio, registrazione

## Successo commerciale
Bunda ha esordito nella top ten della Argentina Hot 100 di Billboard, diventando l'ennesimo ingresso tra le prime 10 posizioni di Emilia e il primo di Sonza. Lo stesso è entrato al 6º posto della hit parade della Cámara Argentina de Productores de Fonogramas y Videogramas, basata esclusivamente sugli stream rilevati sulle piattaforme digitali nazionali, per poi raggiungere il podio la settimana seguente e la 2ª posizione quella dopo. È stato inoltre il singolo più consumato nel marzo 2025 in suolo uruguaiano secondo la Cámara Uruguaya del Disco.

## Classifiche
| Classifica (2025) | Posizione massima |
| ----------------- | ----------------- |
| Argentina         | 3                 |
| Spagna            | 83                |
| Uruguay           | 1                 |